# Medaille van de Mijnen in het Saarland
De Medaille van de Mijnen in het Saarland (Frans: Médaille des Mines de la Sarre) is een op 30 september 1921 ingestelde onderscheiding. Frankrijk bezette na de Duitse nederlaag in 1918 het Saarland. De Fransen mochten, zo werd in het Verdrag van Versailles vastgelegd, vijftien jaar lang de kolen onder het Saarbekken exploiteren als deel van de Duitse schadevergoedingen. Deze medaille werd door de Franse mijndirectie, de "Direction des mines domaniales du bassin de la Sarre" ingesteld en door de Franse regering erkend. De medaille wordt ook in een bijlage van de verdragtekst genoemd.
De medaille werd in drie graden of échelons voor jubilea uitgereikt:
- In brons voor 30 jaar
- In zilver voor 40 jaar
- In goud voor 50 jaar

Daarnaast was er de mogelijkheid om bijzondere verdiensten, daden van zelfopoffering of heldenmoed te belonen.
In 1935 werd in Saarland een volksstemming gehouden. De inwoners kozen met 90,7% voor de hereniging met Duitsland. Slechts 0,4% koos voor Frankrijk en dat maakte een einde aan het Franse beheer en de Franse medaille. 

## De medaille
De ronde medaille werd aan een lichtblauw lint met brede gele biesen op de linkerborst gedragen. Op de voorzijde zijn binnen een brede rand van lauweren twee gekruiste hamers afgebeeld. Het rondschrift luidt ÉTAT  FRANÇAIS . MINES  DE  LA  SARRE.
Op de keerzijde staat EHRE  UND  ARBEIT  1922. Daar is binnen een cartouche ook ruimte voor een inscriptie.